# Gaëtane Thiney
Gaëtane Iza Laure Thiney (Troyes, 28 de outubro de 1985) é uma futebolista profissional francesa que atua como meia-atacante.

## Carreira
Gaëtane Thiney fez parte do elenco da Seleção Francesa de Futebol Feminino, nas Olimpíadas de 2012. 